# Peekskill
Peekskill – miasto w Stanach Zjednoczonych, w stanie Nowy Jork, w hrabstwie Westchester. Według danych z 2000 roku miasto miało 22441 mieszkańców. Pochodzi stąd aktor i reżyser Mel Gibson.

## Miasta partnerskie
- Castlebar, Irlandia